# احمد عدویه
احمد عدویه (عربی: احمد عدوية؛ زادهٔ ۲۶ ژوئن ۱۹۴۵ – درگذشتهٔ ۲۹ دسامبر ۲۰۲۴) خواننده و بازیگر اهل مصر بود.
فرزند او محمد عدویه نیز، از خوانندگان مطرح موسیقی پاپ عربی است.